# 米納勒爾山
63°29′S 57°3′W / 63.483°S 57.050°W
米納勒爾山（英語：Mineral Hill）是南極洲的山丘，位於葛拉漢地的塔巴林半島，海拔高度445米，由瑞典的探險隊發現，由英國探險隊繪入地圖，現時由南極條約體系管理。